# صموئيل ودورث
صموئيل ودورث (بالإنجليزية: Samuel Woodworth)‏ هو كاتب وشاعر أمريكي، ولد في 13 يناير 1784، وتوفي في 9 ديسمبر 1842.